# Triple Corona
|  | Aquest article tracta sobre Triple Corona (desambiguació). Vegeu-ne altres significats a «Triple Corona (desambiguació)». |

Triple Corona: tres importants clàssics disputats en hipòdroms diferents.